# 瘤突斜纹蟹
瘤突斜纹蟹（学名：Plagusia tuberculata）为方蟹科斜纹蟹属的动物。分布于日本、夏威夷群岛、台湾岛以及中国大陆的广东、海南岛、西沙群岛等地，生活环境为海水，一般栖息于潮间带的岩石间及珊瑚礁中。